# 올림픽 보이콧

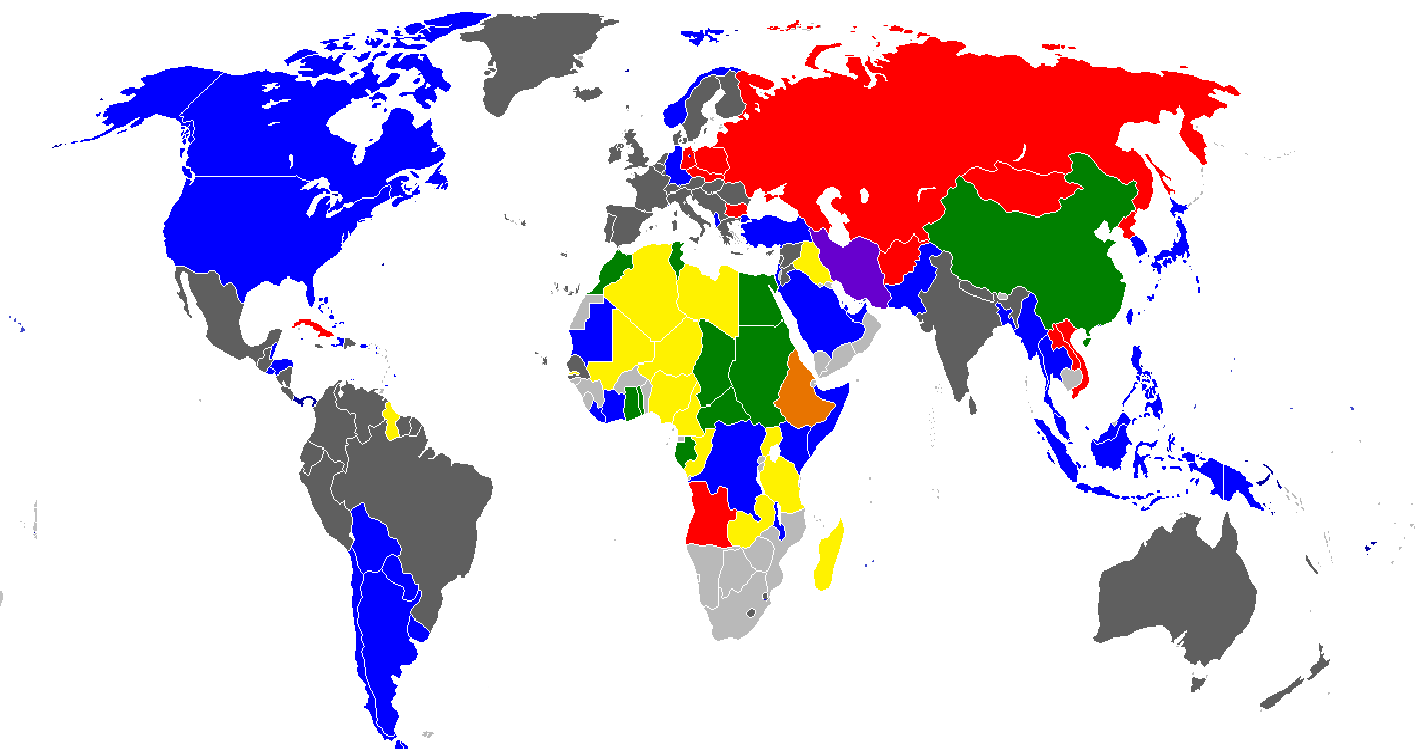
올림픽 보이콧 국가들
1976년 하계 올림픽
1980년 하계 올림픽
1984년 하계 올림픽
1976년 하계올림픽+1980년 하계올림픽
1976년 하계올림픽+1984년 하계올림픽
1980년 하계올림픽+1984년 하계올림픽

올림픽 보이콧이란 올림픽 경기 대회에 불참하는 것을 말한다.

## 사례
- 1976년 - 캐나다 몬트리올에서 열린 1976년 하계 올림픽에서는 당시 인종 차별 정책을 실시하고 있던 남아프리카 공화국과 친선 럭비 경기를 한 뉴질랜드의 올림픽 참가가 허용되자 아프리카 28개국이 항의의 표시로 불참을 선언하였다.

- 1980년 - 소련이 아프가니스탄을 침공한 것에 항의하기 위하여 1980년에 소련의 수도인 모스크바에서 열린 1980년 하계 올림픽에 미국, 캐나다, 서독, 대한민국, 일본을 포함한 서방 진영 45~50개국 정도가 불참을 했다. 따라서 1980년 하계 올림픽은 참가국이 80개국 정도로 4년 전 1976년 하계 올림픽보다 참가국이 더 적었다. 그리고 모스크바 올림픽에서는 중소 분쟁으로 인해 중화인민공화국도 불참하였다.

- 1984년 - 미국 로스앤젤레스에서 열린 1984년 하계 올림픽은 1980년 하계 올림픽 당시 서방 진영 국가들의 보이콧에 대한 보복으로 소련, 독일 민주 공화국(동독), 알바니아 동구권 15개국과 다른 이유로 이란, 리비아가 불참했다. 하지만, 루마니아는 바르샤바 조약 기구 가입 국가 중 유일하게 참가하였고, 또 다른 공산주의 국가인 유고슬라비아와 중화인민공화국이 참가했다.

- 1988년 - 대한민국의 수도 서울에서 열린 1988년 하계 올림픽은 미국·소련·중화인민공화국·독일 연방 공화국(서독)·독일 민주 공화국(동독)·일본 등 거의 모든 IOC 회원국이 참가했지만, 조선민주주의인민공화국·쿠바·알바니아·마다가스카르·세이셸·에티오피아·니카라과 등 7개국이 불참하였다.

## 참조
1. ↑  올림픽 보이콧, 《글로벌 세계 대백과》

## 같이 보기
- 1980년 하계 올림픽 보이콧
- 1984년 하계 올림픽 보이콧